# チャールズ・バベッジ研究所
チャールズ・バベッジ研究所（Charles Babbage Institute、CBI）は、ミネソタ大学にある情報技術史に特化した研究センターであり、特に1935年以降のデジタルコンピュータ、プログラミング/ソフトウェア、コンピュータネットワークを専門としている。19世紀のイギリスでプログラム可能なコンピュータ（解析機関）を発明したチャールズ・バベッジの名を冠している。ミネソタ州ミネアポリスにあるミネソタ大学図書館にある。

## 活動
紙媒体や電子媒体で重要な歴史資料を収集・保管するのに加え、情報技術史の研究成果を出版し、国際的な研究促進に寄与している。CBIはまた、その分野や関連する話題（資料の保存方法など）について研究を牽引してきた。そのために大学院生の奨学金制度や研究のための旅費の援助などを行い、学会やワークショップを開催し、公的計画に参加している。また、情報技術史についての情報センターの役割も果たしている。
さらに研究者にとって価値があるのは、400近くにおよぶオーラル・ヒストリーのインタビューのコレクションである。この分野の重要な先駆者へのオーラル・ヒストリーの聴き取りをCBIのスタッフや協力者が行ってきた。初期のコンピュータ開発は文書化が不十分だったため、それらオーラル・ヒストリーは非常に重要な資料となっている。ある研究者はCBIのオーラル・ヒストリー群を「コンピューティングの歴史家にとって非常に貴重な資料」だとしている。CBIのオーラル・ヒストリーはほとんどが文章に書き起こされており、オンラインで入手可能となっている。
収集した資料には手書き資料、職能団体の記録、企業の記録（バロースやコントロール・データなどの企業の記録）、業界誌、その他の定期刊行物、古いシステムのマニュアルやパンフレット類、写真や映像、その他様々な貴重な資料がある。

## 研究資料
CBIは以下のような「組織」についての資料を研究用に保管している。
| - CBI 157 - プログラミング言語Adaに関する資料 - CBI 44 - アメリカ情報処理学会の記録 - CBI 168 - 米国国家規格協会 (ANSI) X3H2 の記録 - CBI 154 - Applied Data Research, Software Products Division Records - CBI 205 - ACMの記録 - CBI 110 - ACMの出版物 - CBI 49, CBI 7 - Association for Women in Computing の記録 - CBI 172 - コンピューターデータ処理業協会 (ADAPSO) の記録 - CBI 174 - ウィリアム・ブレイク アーカイブプロジェクトの記録 - CBI 90 - バロースの記録 - CBI 155 - Center for Y2K and Society の記録 - CBI 147 - Churchill Club のインタビューとレクチャー - CBI 156 - コンピュータ・アソシエイツの記録 - CBI 13 - コンピューター通信産業協会 (CCIA) の独占禁止法関連の記録 - CBI 107 - 社会的責任を考えるコンピュータ専門家の会の記録 - CBI 11 - CODASYLの記録 - CBI 80 - コントロール・データ・コーポレーション (CDC) の記録 - CBI 88, CBI 167 - データ処理管理協会 (DPMA) の記録 - CBI 178 Diebold Group, Inc. のレポート | - CBI 150 - DECUS（DEC製コンピュータのユーザーグループ）の議事録と出版物 - CBI 176 - ERA - レミントンランド - スペリーランドの記録 - CBI 145 - ENIAC裁判の証拠品コレクション - CBI 37, CBI 175, CBI 191 - ゼネラル・エレクトリック (GE) のコンピュータ関連のコレクション - CBI 84 - GUIDE（IBM製コンピュータのユーザーグループ）の記録 - CBI 19 - History of Programming Languages 会議の記録 - CBI 1 - ハネウェル対スペリー裁判の記録 - CBI 116 - ICPPの記録 - CBI 196, CBI 29 - 情報処理国際連合 (IFIP) の学会での論文、IFIPによるALGOL標準化についての記録 - CBI 153 - International Y2K Cooperation Center の記録 - CBI 32 - アメリカ国立標準局のコンピュータ関連文献のコレクション - CBI 199 - ISO/IEC JTC 1 SC34 の記録。SGMLなどの標準化を行った。 - CBI 21 - SHARE, Inc. の記録 - CBI 221 - スペリー研究センターの日誌類 - CBI 133 - イリノイ大学でのPLATOについてのレポート - CBI 20 - USE, Inc. の記録 |

さらにCBIはコンピュータ関連の著名な研究者の論文を収集している。
| - Walter L. Anderson - - Isaac L. Auerbach - - チャールズ・バックマン - - エドマンド・バークリー - - Gertrude Blanch - - John Day - - ウォーレス・ジョン・エッカート - - Margaret R. Fox - - Bruce Gilchrist - - George Glaser - | - Martin A. Goetz - - Carl Hammer - - Frances E. Holberton - - Cuthbert Hurd - - Brian Kahin - - Bryan S. Kocher - - マーク・P・マッケイヒル - - ダニエル・D・マクラッケン - - Alex McKenzie - - Carl Machover - | - Michael Mahoney - - カルヴィン・ムーアズ - - ウィリアム・ノリス - - ドン・B・パーカー - - アラン・パリス - - Robert M. Price - - Claire K. Schultz - - Keith Uncapher - - Willis H. Ware - - コンラート・ツーゼ - |

## 歴史
1978年、Erwin Tomash らが国際チャールズ・バベッジ協会を設立したのが起源で、当初はカリフォルニア州パロアルトを本拠地としていた。
1979年、米国情報処理学会連合会 (AFIPS) が同協会の後援者となり、チャールズ・バベッジ研究所に改称。
1980年、ミネソタ大学が後援する契約を締結し、CBIは同大学に移転。1989年、同大学の研究部門として組み込まれた。

## 出版物など
CBI主催の出版物 （PDFファイル）
- Robert M. Price professional speeches (1970–2009)
- Erwin Tomash Library on the History of Computing: An Annotated and Illustrated Catalog (2008)
- Resources for the History of Computing: A Guide to U.S. and Canadian Records (1987)
- Cognitive Science (A 1978 report to the Sloan Foundation)
- ConneXions -- The Interoperability Report (1987–1996)
- James W. Cortada's Second Bibliographic Guide to the History of Computing, Computers, and the Information Processing Industry
- James W. Cortada's Bibliographic Guide to the History of Computer Applications, 1950–1990
- James W. Cortada's Bibliographic Guide to the History of Computing, Computers, and the Information Processing Industry
- Bruce H. Bruemmer and Sheldon Hochheiser High-Technology Company: A Historical Research and Archival Guide
- Arthur Norberg and Jeffrey Yost IBM Rochester: A Half Century of Innovation
- Russell C. McGee My Adventures with Dwarfs: A Personal History in Mainframe Computers

CBIによるコンピュータ史関連の復刻版シリーズ
- Volume 1: The Preparation of Programs for an Electronic Digital Computer by Maurice Wilkes, David Wheeler, and Stanley Gill; (original 1951); reprinted with new introduction by Martin Campbell-Kelly; 198 pp.; illus; biblio; bios; index; ISBN 0-262-23118-2.
- Volume 2: Babbage's Calculating Engines by H. P. Babbage (1889). New introduction by Allan G. Bromley; 8½" × 11"; 294pp.; illus; notes; biblio; ISBN 0-262-02200-1
- Volume 3: Handbook of the Napier Tercentenary Celebration or Modern Instruments and Methods of Calculation edited by E. M. Horsburgh; (1914); New introduction by M. R. Williams; 8½" × 11"; 384 pp.; illus; notes; ISBN 0-262-08141-5
- Volume 4: High Speed Computing Devices by the Staff of Engineering Research Associates; (1950); New introduction by Arnold A.Cohen; 6" × 9"; 493 pp.; illus; biblio; bios; index; ISBN 0-262-08152-0
- History of Binary and Other Nondecimal Numeration by Anton Glaser; (1981); 6" × 9"; 218 pp; illus.; index; ISBN 0-938228-00-5

CBIスタッフの出版物一覧